# جوك ر. أندرسون
جوك ر. أندرسون (بالإنجليزية: Jock R. Anderson)‏ هو اقتصادي أسترالي، ولد في 23 يناير 1941 في مونتو (كوينزلاند) في أستراليا.